# 브뤼셀 지리학 회담
브뤼셀 지리학 회담은 1876년에 벨기에의 수도 브뤼셀에서 국왕 레오폴 2세)의 요청으로 열린 회담이다. 이 회담엔 40여명의 잘 알려진 지리학 학자 혹은 자선가들이 참가했다. 국제아프리카협회는 이 회담에 의해 창설되었고 콩고 자유국의 창설을 이루어낸다.

## 같이 보기
- 베를린 회의 (1884년)

## 참고도서
- 에밀 배닝(Émile Banning), Africa and the Brussels geographical conference, translated by Richard Henry Major, London : Sampson Low, Marston, Searle & Rivington, 1877
- Fondation du Congo, Memoires de Emile Banning, 1927